# Coryphantha maiz-tablasensis
Coryphantha maiz-tablasensis är en kaktusväxtart som beskrevs av Fritz Schwartz och Curt Backeberg. Coryphantha maiz-tablasensis ingår i släktet Coryphantha, och familjen kaktusväxter. Inga underarter finns listade i Catalogue of Life.

## Bildgalleri

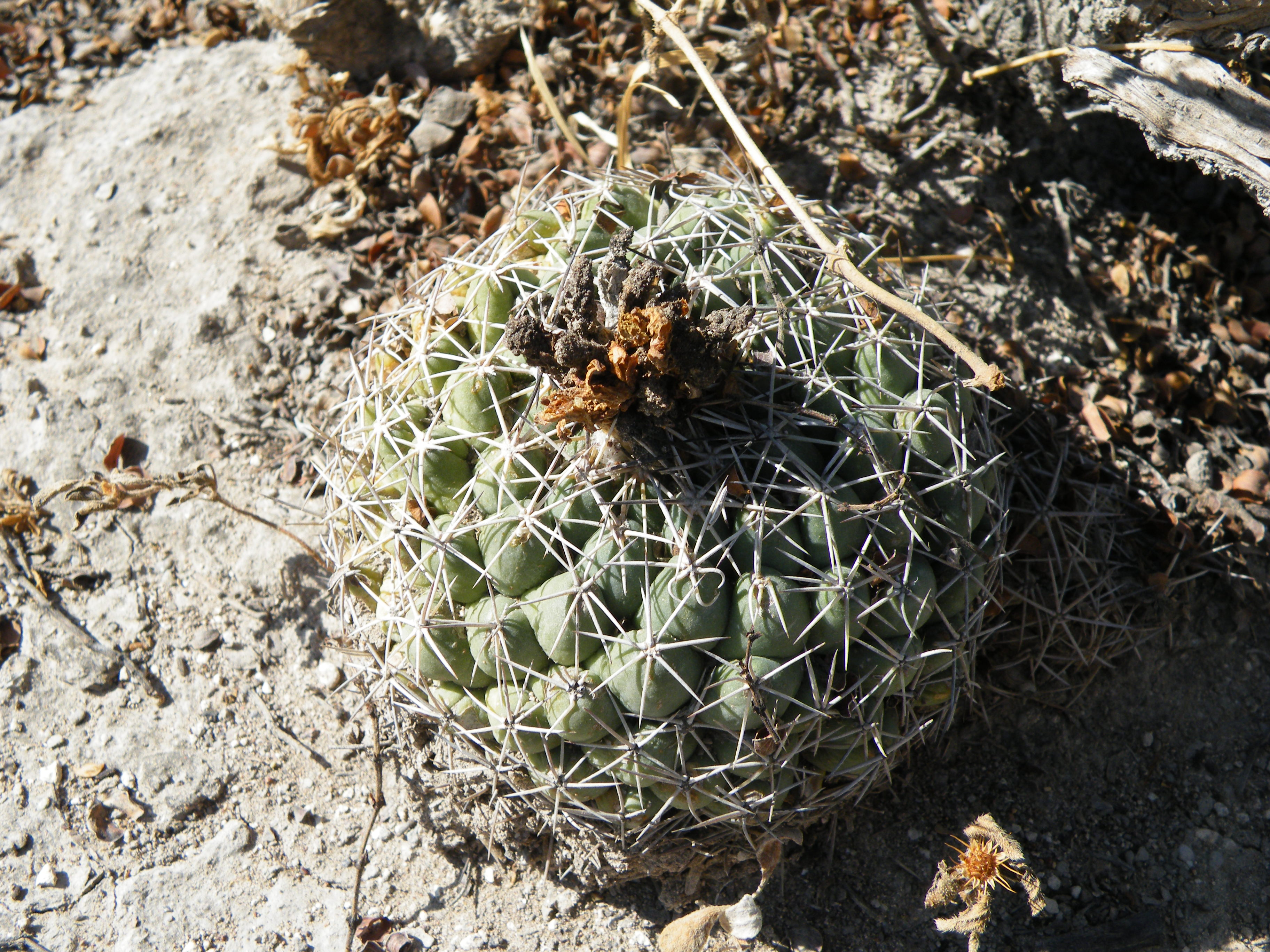